# بخش آندو-ور (شهرستان پولک، مینه سوتا)
بخش آندو-ور (به انگلیسی: Andover Township) یک منطقهٔ مسکونی در ایالات متحده آمریکا است که در شهرستان پولک، مینه‌سوتا واقع شده‌است.
 بخش آندو-ور ۹۱٫۹ کیلومتر مربع مساحت و ۱۵۴ نفر جمعیت دارد و ۲۶۴ متر بالاتر از سطح دریا واقع شده‌است.